# 萊克斯 (阿拉斯加州)
萊克斯（英語：Lakes）是位於美國阿拉斯加州馬塔努斯卡-蘇西特納自治市鎮的一個非建制地區和人口普查指定地區。根據2010年美國人口普查，該地人口為8364人，而該地的面積約為39.80平方千米。

## 地理
萊克斯的座標為61°36′27″N 149°18′15″W / 61.60750°N 149.30417°W，而該地的平均海拔高度為45米（即148英尺）。